# Bóng vợt
Bóng vợt (tiếng Anh: Lacrosse) là một môn thể thao đồng đội phổ biến ở vùng Bắc Mỹ.

## Lịch sử hình thành
Theo ghi chép, môn bóng vợt có xuất xứ khá lâu, năm 1630 tại Canada, nó là biến thể của môn khúc côn cầu trên băng (ice hockey) khi trời sang Xuân, hè, băng tuyết đã tan thành nước. Lúc đó, các cầu thủ dùng cây vợt chơi chủ yếu để giết thời gian và chưa có luật lệ hay thể thức tranh tài chính thức nào. Mãi đến năm 1920, Joseph Cattarinich và Leo Dandurand, chủ sở hữu của Montréal Canadiens (vốn thi đấu tại National Hockey League) hợp thức hoá môn thể thao mới mẻ này, không ngờ rất thành công và trở nên phổ biến tại Canada.
Giải bóng vợt chính thức đầu tiên tổ chức tại Canada năm 1931 với các đội Montréal Canadiens, Montreal Maroons, Toronto Maple Leafs và Cornwall Colts (3 trong số này đến từ NHL), nhưng chỉ tồn tại được 2 mùa giải.

## Thể lệ
Có hai loại bóng vợt, trong nhà và ngoài trời. Tương tự môn hockey, lưới và sân na ná, mỗi bên 6 người và một khung thành. Sáu người chia ra từng vị trí: tiền đạo, hậu vệ, trung vệ như trong bóng đá. Cây vợt dài từ 40 in. (khoảng 1 mét) đến 1 mét 2 và nay đã dài 1 mét 8. Chiếc vợt này giống như chiếc vợt vớt cá ở Việt Nam, gọi là "lacrosse stick", tuy nhiên không dùng nó để vớt cá mà vớt bóng để quẳng trái bóng cao su, bé cỡ trái banh tennis vào lưới đối phương.
Ngoài vợt các đấu thủ phải đội mũ bảo hiểm, găng tay, miếng lót đầu gối, vai và đai bảo vệ quanh sống lưng. Riêng thủ môn trang bị an toàn kỹ hơn, nhưng gậy có thể ngắn hơn để dễ xoay xở trong khung thành chu vi 2 mét 7 (9 ft), thông thường chiều cao và dài mỗi chiều 1 mét 2. Những giải lớn, chiều rộng khung thành nới ra 1 mét 4. 
Một trận đấu có 3 hiệp, mỗi hiệp 20 phút giống như khúc côn cầu trên băng; tuy vậy National Lacrosse League áp dụng luật thi đấu 4 hiệp, mỗi hiệp 15 phút. Nếu sau 60 phút thi đấu chính thức mà bất phân thắng bại thì 2 đội đấu thêm hiệp phụ (overtime).

## Phong trào bóng vợt
Các cao thủ trên thế giới phần lớn trong Hiệp hội bóng vợt Canada (Canadian Lacrosse Association) và hàng năm thi đấu tại giải National Lacrosse League. Hiện nay, trên thế giới có 8 quốc gia có những đội được xem là thượng hạng gia nhập trong Liên đoàn bóng vợt quốc tế (Federation of International Lacrosse, viết tắt FIL). Trong đó Canada và Hoa Kỳ là những đội dẫn đầu. Đây cũng là môn thể thao duy nhất mà Liên minh Iroquois có đại diện như một đội tuyển quốc gia chính thống.
Nước Mỹ thành lập Liên đoàn bóng vợt Hoa Kỳ (American Box Lacrosse League) với 5 đội ghi danh: 2 của New York City, Brooklyn, Toronto, Boston, và Baltimore. Tuy nhiên, dân Mỹ chưa hưởng ứng lắm nên giải ít người tham dự. Phong trào bóng vợt vắng lặng mãi đến năm 1939, giải chuyên nghiệp bóng vợt Hoa Kỳ tái xuất hiện tại California, dưới tên gọi "Pacific Coast Lacrosse Association" (Liên hiệp Bóng vợt vùng Thái bình dương", thu hút được 4 đội tham dự và đóng cửa một thời gian ngắn sau đó.